# ترافيس فيميل
ترافيس فيميل (بالإنجليزية: Travis Fimmel؛ مواليد 15 يوليو 1979) هو مُمثل أسترالي وعارض أزياء سابق. اُشتهر بتأديته لدور راغنار لوثبروك في مسلسل فايكنجز. في عام 2020، قام ببطولة مسلسل الخيال العلمي ربته الذئاب.

## النشأة
ولد فيميل بالقرب من إتشوكا، فيكتوريا، أستراليا. لقد نشأ في مزرعة للالبان في لوكينجتون. وهو اصغر من ثلاثة اشقاء، والده هو جيني. لقد طمح فيميل إلى ان يكون لاعب كرة القدم الأسترالية، نتقل فيميل إلى ملبرون في اواخر سنوات مراهقته لعب لنادي ساتأما عن حياته الشخصية فكان ل العديد من العلاقات الغرامية في الثانوية و الجامعة فهو مزدوج الميول Bisexual ، كيلدا، بالجامعةن اصابته بكسر في الساق أبعدته قبل بداية الموسم.
قبل في جامعة المعهد الملكي للتكنولوجيا في ملبورن لدراسة الهندسة المعمارية التجارية والهندسة ولكن تأجل السفر إلى الخارج.

## حياته المهنية
درس فيميل من مدرب هوليوود [ايفانا تشوبوك]، اخذا يتحدثان عامين لاختبار للدور ايته قائلا «نصف التمثيل هو التغلب على مخاوفك والسماح لنفسك أن تكون عرضة أمام الناس». واخذ فيميل في 2003 وارنر بروس المسلسل التلفزيوني طرزان، التي وصفها سي إن إن باعتبارها واحدة من «خمسة أهم الأمور التي تحدث في مجال الترفيه في الوقت الراهن»، والذي فعل معظم الحركات الخطيرة بنفسه.

## مهنة عارض الازياء
حياة فيميل كعارض ازياء بدأت عندما كان في الصالة الرياضية في ملبرون عندما اكتشفت موهبته من ماثيو انديرسون، وقع فيميل مع وكالة LA للازياء في 2002. كان اسمه واحدا من جاذبية العزاب في العالم من قبل مجلة الشعب الأمريكي في عام 2002، وفي الوقت الذي تعتبر «أكبر نموذج من الرجال عارضين الازياء في العالم».

## حياته الشخصية
تشمل الأنشطة الترفيهية المفضلة لفيميل كرة القدم الأسترالية وصيد الأسماك والتخييم وركوب الخيل وركوب الأمواج وركوب الدراجات النارية والذهاب إلى الشاطئ.

## مسيرته السينيمائية

### الأفلام
| العام       | العنوان                              | الدور            | الملاحظات               |
| ----------- | ------------------------------------ | ---------------- | ----------------------- |
| 2008        | Surfer, Dude                         | جوني دوران       |                         |
| 2008        | Restraint                            | رون              |                         |
| 2010        | Pure Country 2: The Gift             | دايل جوردان      |                         |
| 2010        | Needle                               | ماركوس راذرفورد  |                         |
| 2010        | عاج                                  | جيك              |                         |
| 2010        | التجربة                              | هيلويق           |                         |
| 2011        | سيادة                                | قيرت تولي        | فيلم قصير               |
| 2012        | The Baytown Outlaws                  | مكوين اودي       |                         |
| 2012        | Harodim                              | لازروس فيل       |                         |
| 2015        | Maggie's Plan                        | جاي تشايلدرز     |                         |
| 2016        | ووركرافت                             | اندوين لوثار     |                         |
| 2017        | Lean on Pete                         | راي تومسون       |                         |
| 2019        | Finding Steve McQueen                | هاري باربر       |                         |
| 2019        | Danger Close: The Battle of Long Tan | الرائد هاري سميث |                         |
| 2019        | أزمة                                 | جورج ايفانز      |                         |
| 2020        | ها هم الشباب ‏                        | مذيع تلفزيوني    |                         |
| 2021        | Die in a Gunfight                    | واين             | اكتمل                   |
| 2021        | مستعمرة 414                          | مارلون فيدت      | في مرحلة ما بعد الإنتاج |
| سيُعلن لاحقاً | El Tonto                             | سيُعلن لاحقاً      | في مرحلة ما بعد الإنتاج |
| سيُعلن لاحقاً | Delia's Gone ‏                        | ستاكر            | في مرحلة ما بعد الإنتاج |
| سيُعلن لاحقاً | One Way                              | ويل              | في مرحلة ما بعد الإنتاج |

### التلفزيون
| العام     | العنوان          | الدور               | الملاحظات                     |
| --------- | ---------------- | ------------------- | ----------------------------- |
| 2003      | طرزان            | جون كليتون / طرزان  | 9 حلقة                        |
| 2005      | Rocky Point      | تاج والترز          | حلقة: "الطيار"                |
| 2006      | Southern Comfort | بوبي                | فيلم تلفزيوني                 |
| 2009      | الوحش            | ايليس دوف / كارلسون | 13 حلقة                       |
| 2010      | مطاردة           | مايسون بويل         | حلقتين                        |
| 2012      | Outlaw Country   | فيرون               | فيلم تلفزيوني                 |
| 2012      | الصندوق الأسود   | تيد                 | حلقة: "AZEP: The Reawakening" |
| 2013−2016 | فايكنغز          | راغنار لوثبروك      | 45 حلقة                       |
| 2020–الآن | ربته الذئاب      | كاليب / ماركوس      | دور رئيسي                     |

## الجوائز والترشيحات
| العام | الجائزة                     | الفئة                                   | العمل       | النتيجة | م.     |
| ----- | --------------------------- | --------------------------------------- | ----------- | ------- | ------ |
| 2013  | جوائز آي جي إن              | أفضل بطل تلفزيوني                       | فايكنغز     | رُشِّح     | [ 10 ] |
| 2021  | جوائز اختيار النقاد الفائقة | أفضل ممثل في سلسلة خيال علمي / فانتازيا | ربته الذئاب | رُشِّح     | [ 11 ] |

## وصلات فنية
- ترافيس فيميل على موقع IMDb (الإنجليزية)
- ترافيس فيميل على موقع ألو سيني (الفرنسية)
- ترافيس فيميل على موقع ميوزك برينز (الإنجليزية)
- ترافيس فيميل على موقع تيرنر كلاسيك موفيز (الإنجليزية)
- ترافيس فيميل على موقع أول موفي (الإنجليزية)
- ترافيس فيميل على موقع إن إن دي بي (الإنجليزية)
- ترافيس فيميل على موقع قاعدة بيانات الفيلم (الإنجليزية)
- ترافيس فيميل على موقع كينوبويسك (الروسية)
- صور ترافيس فيمل وسيرته الذاتية على موقع hola.com